# بت يورسلف إن ماي بليس
بت يورسلف إن ماي بليس (بالإنجليزية: Put Yourself in My Place)‏ أو «ضع نفسك في مكاني» هي أغنية الفنانة الأسترالية كايلي مينوغ، وسجلت في ألبومها الخامس كايلي مينوغ (1994). وكانت هذه ثاني أغنية تصدرت من الألبوم في 18 نوفمبر 1994 من قبل ديكونستراكشن على سي دي وكاسيت وفينيل. وهي من تأليف وإنتاج جيمي هاري، وسجلت في مدينة نيويورك مع مهندس الألبوم دوغ دينجيليس. تُناقش الأغنية مواضيع إنهاء العلاقة والمضي قدما، وتمزج الألحان عناصر موسيقية من التريب هوب وموسيقى البوب.
تلقت الأغنية عند إصدارها مراجعات إيجابية من نقاد الموسيقى، وأشادت الغالبية العظمى منهم بالتأليف والإنتاج، مع تركيزهم على أداء مينوغ الصوتي. ذكر العديد منهم أنها إحدى أفضل إصداراتها في حياتها المهنية، وفازت بجائزة أفضل فيديو في جوائز أريا الموسيقية عام 1995. ومن الناحية التجارية، حققت الأغنية نجاحا جيدا في أستراليا واسكتلندا والمملكة المتحدة، ووصلت ذروتها بين العشرين الأوائل في جميع المناطق الثلاث. بالإضافة إلى ذلك، نالت تصنيف الذهب من قبل رابطة صناعة التسجيل الأسترالية (أريا) للمبيعات المادية التي بلغت 35,000 وحدة.
تم إنتاج فيديو كليب مصاحب من إخراج كير ماكفارلين، مع حبكة مستوحاة من فيلم بارباريلا عام 1968. وظهرت مينوغ بدور شخصية العنوان في سفينة فضاء وهي تتعرى. أدت مينوغ الأغنية في عدد من جولاتها، مثل جولة إنتيميت أند لايف، جولة أون أ نيت لايك ذيس، وجولة كايلي فيفر 2002 وغنتها أخيرا على جولة شوغيرل: غريتيست هيتس.